# McKinney North High School
McKinney North High School (comúnmente llamado North, McKinney North, o MNHS) es un escuela preparatoria pública ubicado en el 2550 Wilmeth Road en McKinney, Texas, EE. UU..  El instituto es parte del Distrito Escolar Independiente de McKinney. McKinney North High school se abrió por primera vez en el año 2000. North fue recientemente actualizado al estado de "reconocido" por la TEA (Texas Education Agency, Agencia de Educación de Texas).

## Declaración de objetivos
La misión de la familia del McKinney North High School, un líder educacional comprometido con elevar los logros académicos a través de nuestra diversa comunidad, es equipar a todos los estudiantes con las herramientas esenciales para tener en éxito en la clase y más allá inculcando responsabilidad para su crecimiento personal, desarrollando relaciones significativas e implementando, innovando, desafiando, comprometiendo las instrucciones con una responsabilidad compartida para desatar la excelencia.

## Actividades académicas
McKinney North opera de 7:30 a.m. a 2:40 p. m., lo que incluye siete periodos de clases y un descanso para comer de treinta minutos. Los estudiantes no pueden abandonar el campus durante este tiempo debido a la política de campus cerrado del Distrito.

## Actividades atléticas
A pesar de la corta historia del instituto, ha logrado conseguir éxito en numerosos eventos. Los MNHS Ladydogs ganaron la U.I.L (Liga Interescolar Universitaria) de 2006 en la Competición Estatal de Texas en fútbol. Los equipos de béisbol y softball también han hecho historia en los playoffs llegando a las semifinales estatales y al área de las finales, respectovamente. Además, el programa de campo través ha sido calificado por los campeonatos estatales de la U.I.L. dos veces y han ganado 5 campeonatos del distrito. También, para campo a través, Samantha Means ganó el título 4A, y además estableció el tiempo récord de Texas. El equipo de tenis del McKinney North ha ganado 8 títulos del distrito y 11 apariciones en playoffs en total. El equipo de tenis ha sido clasificado entre los 25 mejores del Estado cada año desde que el instituto abrió. Jordan Hart ganó los títulos estatales en tenis en 2012 y 2013. Los lady bulldogs también están en segundo lugar en el campeonato estatal de baloncesto 4A en 2014. Además, ellos han tenido mucho éxito con los programas de fútbol americano ganando los playoffs dos años seguidos. En 2011. los Bulldogs terminaron la temporada 6-4 y fueron a los playoffs por primera vez en 5 años.

## Deportes en el instituto
- Béisbol
- Baloncesto
- Campo a través
- Fútbol americano
- Golf
- Fútbol
- Sóftbol
- Natación y buceo
- Tenis
- Atletismo
- Voleibol
- Lucha libre

## Clubs
- Agricultura FFA (Futuros Granjeros de América)
- AVID - Avance Vía Determinación Individual
- Americanas Azules
- Emisión
- Ramo de Caramelos
- Animadoras
- Club de Ajedrez
- Justicia Criminal
- Equipo de Debate
- DECA (Educación Distributiva de los Clubs de América)
- Compañerismo de Atletas Cristianos
- Club Alemán
- Cable Verde
- Perros de Guardia
- HOSA (Futuros Profesionales Sanitarios de América)
- Sociedad Internacional de Actores #6460
- Club de Cultura Japonesa
- Periodismo
- Club Dominante
- Club de Latín
- Sociedad Nacional de Arte de Honor
- Sociedad Nacional de Honor
- Club Netflix
- Organización de Padres, Profesores y Alumnos
- (PALs) Asistencia Paritaria y Liderazgo
- Periódico Estrella Polar
- Robótica
- Club de Español
- Consejo de Estudiante
- Tenis de Mesa
- TAFE (Educación Técnica y Adicional)
- El Club Recíproco
- Liga Universitaria Interescolar (UIL)
- Club de Escritura
- Anuario

## Bellas Artes
- Arte
- Banda
- Coro
- Danza
- Orquesta
- Teatro

## Antiguos alumnos destacados
- Mike Bolsinger, jugador en la liga de béisbol[4]